# Global Air (México)

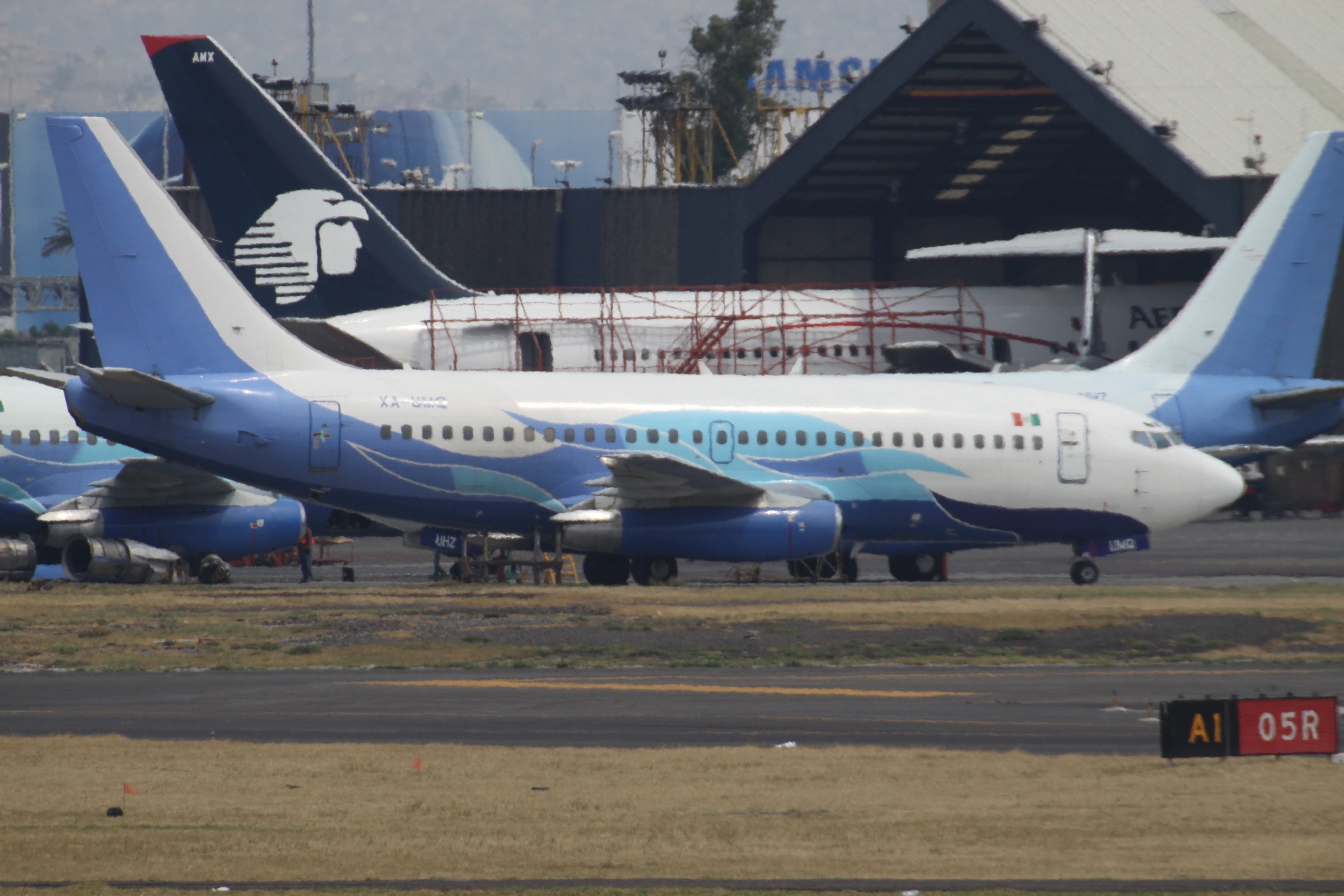
Boeing 737-2Q3 (A) (XA-UMQ) de Global Air en Aeropuerto Internacional de la Ciudad de México.

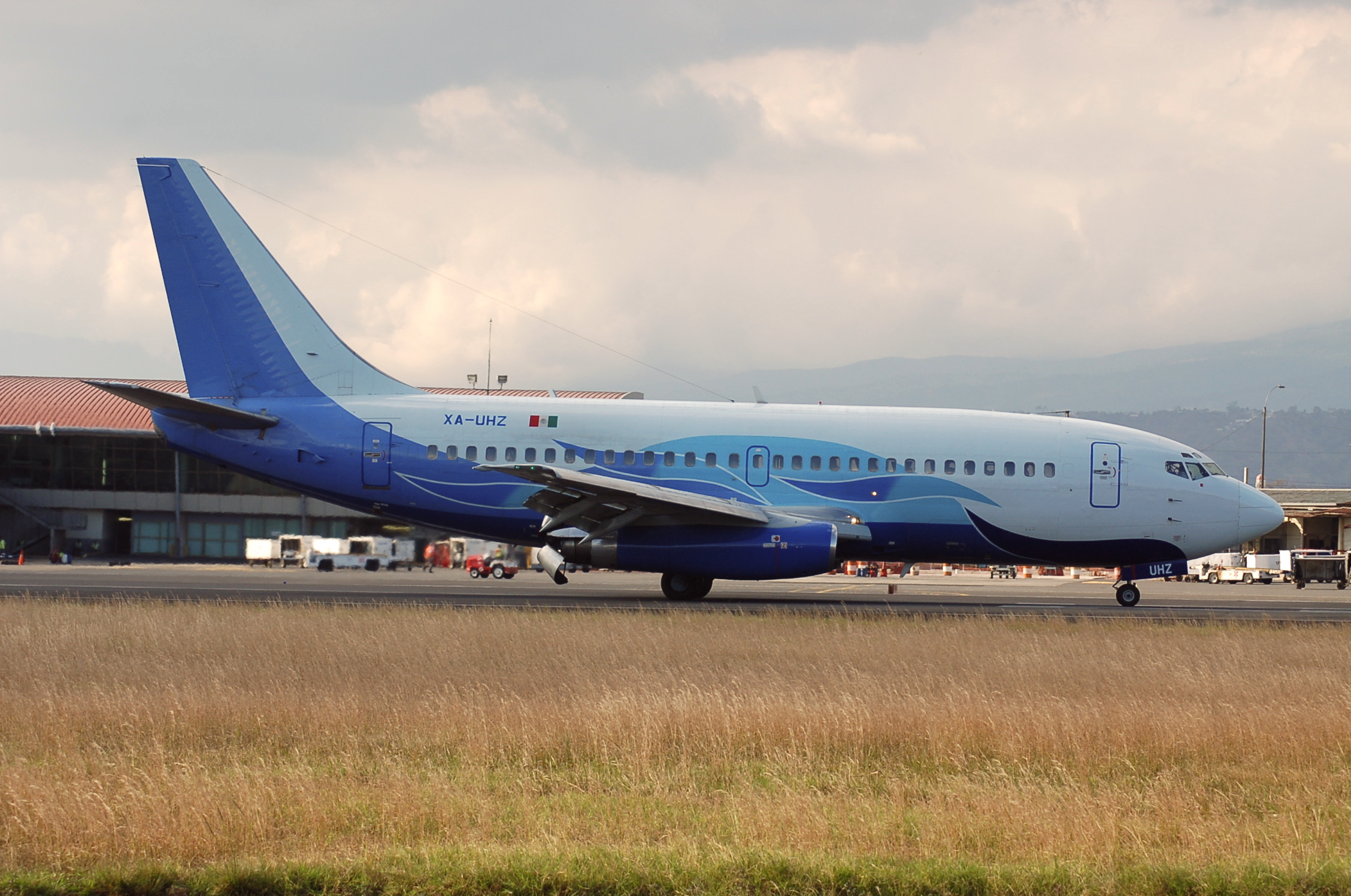
Boeing 737-201(A) (XA-UHZ) en el Aeropuerto Internacional Juan Santamaría. Avión accidentando el 18 de mayo de 2018 (Vuelo 972 de Cubana de Aviación).

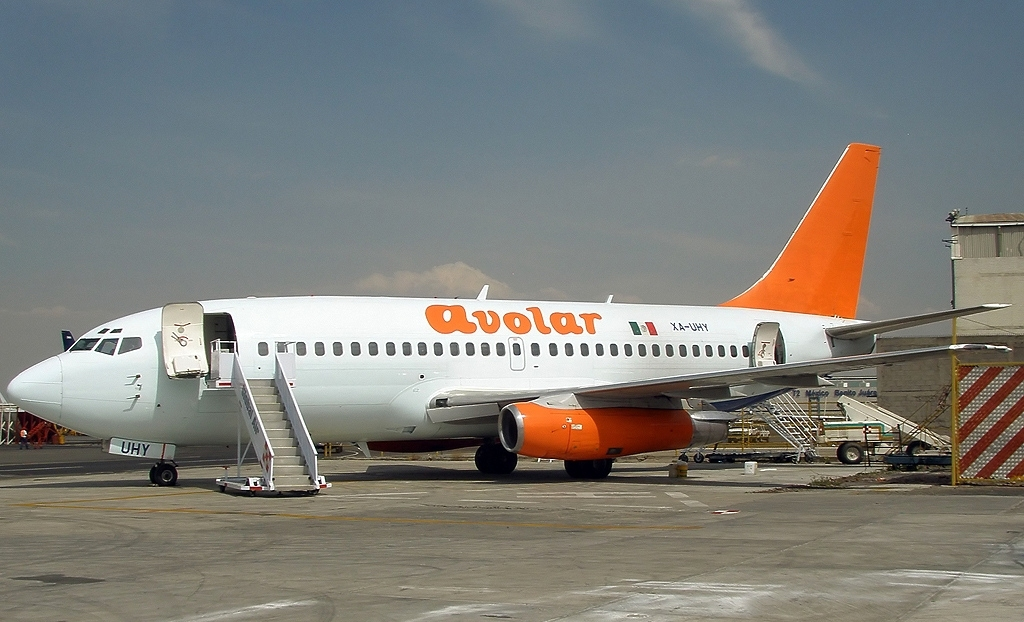
Boeing 737-2C3 Adv. de Global Air (XA-UHY) arrendada por Avolar en el Aeropuerto Internacional de la Ciudad de México.

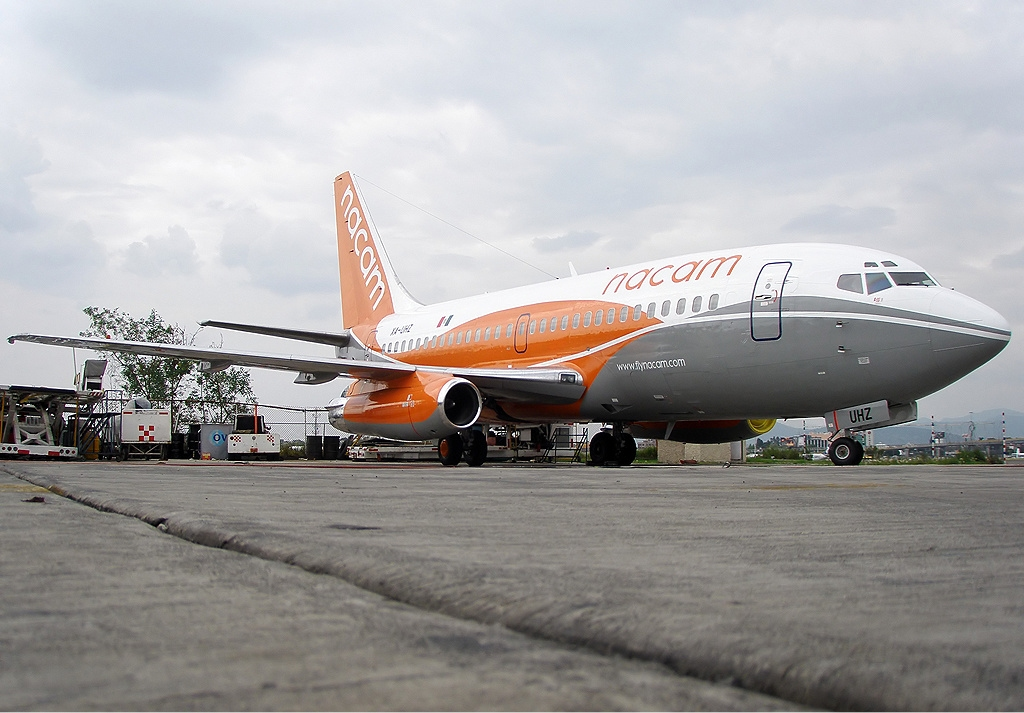
Boeing 737-201 Adv. de Global Air (XA-UHZ) arrendado por National Airways Cameroon, en el Aeropuerto Internacional de la Ciudad de México.

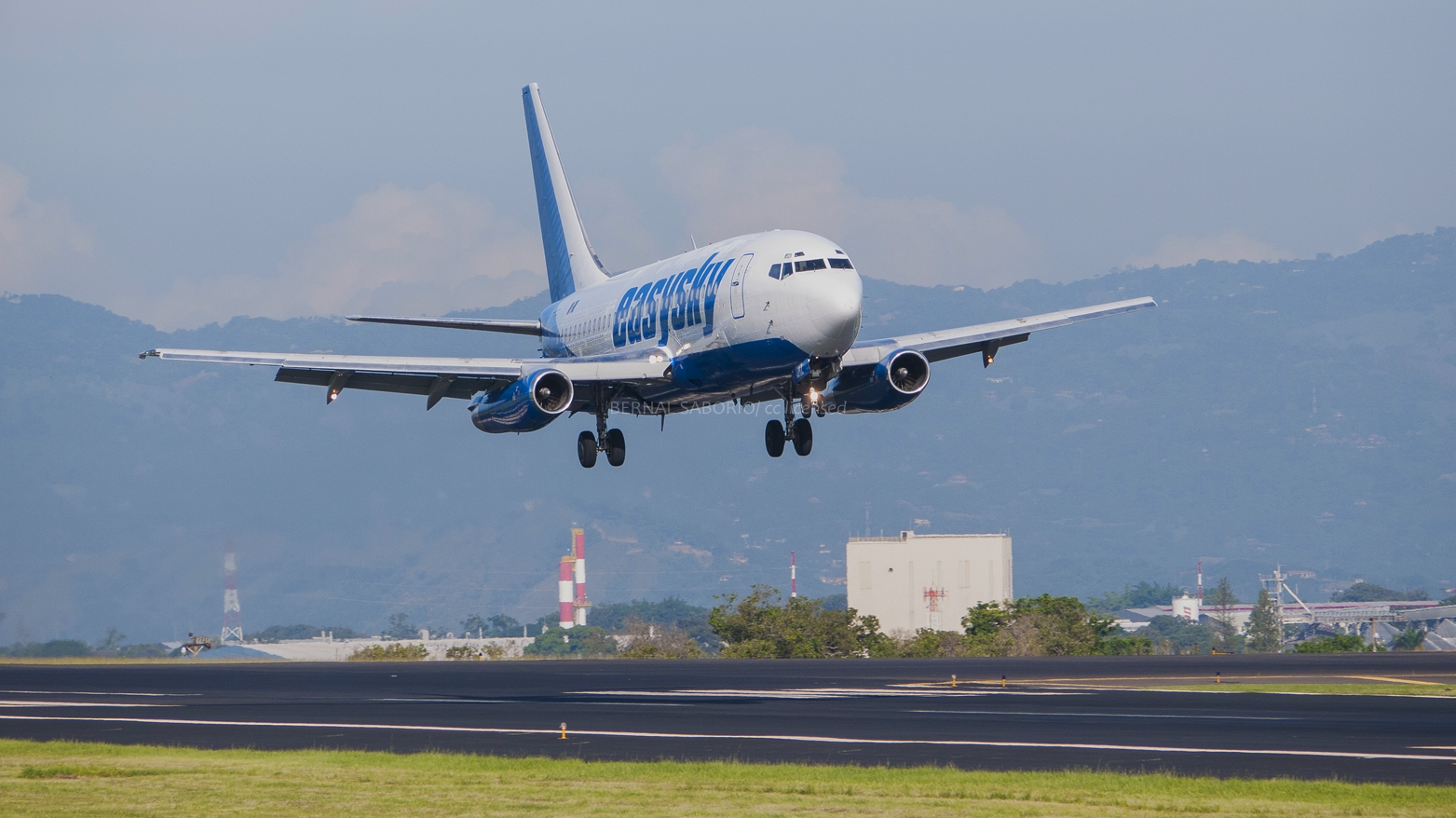
Boeing 737-201(A) (XA-UHZ) de Global Air operado por EasySky en el Aeropuerto Internacional Juan Santamaría.Avión accidentando el 18 de mayo de 2018 (Vuelo 972 de Cubana de Aviación).

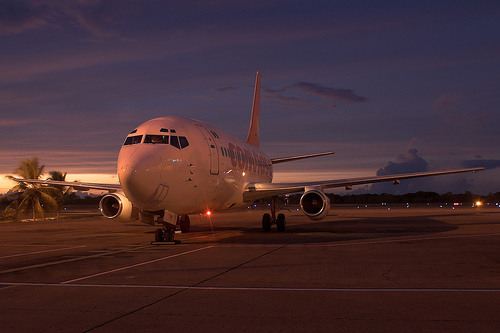
Boeing 737-2H4 (A) (XA-TWR) de Global Air operado por Conviasa en el Aeropuerto Internacional de Punta Cana.

Global Air (Aerolíneas Damojh, S.A. de C.V.), fue una aerolínea mexicana fundada en Guadalajara, Jalisco, México en el año 1990 y cesada en el año 2019, que se mantuvo 24 años en el ramo del transporte aéreo ejecutivo y comercial. Era una empresa de aviación comercial registrada en México, que brindaba servicios de vuelos chárter, fletamento y ACMI-WET; se especializó en el chárter y leasing de aviones como así también en el rescate aéreo. 
Opera vuelos regulares y chárter nacionales e internacionales en México, el Caribe, Centro y Sudamérica. Cuenta con aeronaves Boeing 737 serie 200 y 500 para atender a sus clientes en una clase única, con un promedio de 117 plazas. 
En el año 2012 al 2014, tuvo operaciones de arrendamiento de aeronaves y tripulación a la aerolínea charter chilena Sinami. 
En el año 2015, empezó sus operaciones con la aerolínea Easy Sky.
A consecuencia del accidente del vuelo 972 de Cubana de Aviación, operado por un avión de esta compañía en wet leasing, en el año 2019 le fueron rescindidos los certificados de operación y tuvo que dar de baja todas sus aeronaves y declararse en quiebra.

## Historia
Global Air fue una empresa aérea que inició operaciones en 1990 bajo el nombre de Aerolíneas Damojh, S.A. de C.V., creada en Guadalajara, México en febrero de 1990. Hasta diciembre del 2011 tenía base en el Aeropuerto Internacional de la Ciudad de México (MEX) y luego construyó nuevos hangares y plataforma en el Aeropuerto Nacional de Celaya, localizado en Celaya, Guanajuato.
Global Air era una línea aérea que pretendía ofrecer una alternativa de transporte aéreo para satisfacer la demanda en el mercado de pasajeros. Tuvo como base principal el Aeropuerto Nacional Capitán Rogelio Castillo, en el cual poseía hangares propios construidos recientemente con una amplia plataforma donde funcionaba "Global MRO". Contaba también con un servicio de Mantenimiento Reparación y overhauling "Global MRO", que brindaba servicios especializados de mantenimiento y pintura de aeronaves de diversas aerolíneas y empresas en el aeropuerto de Celaya, Guanajuato, y contaba con aviones Boeing 737 serie 200 y 500. 
Global Air tuvo operaciones con la aerolínea Sinami, arrendándole tres Boeing 737-200 con capacidad para 120 pasajeros, con las matrículas XA-UHZ, XA-UMQ y XA-TWR desde el año 2012.
Global Air arrendó varias aeronaves a las aerolíneas Avolar (Boeing 737-200), National Airways Cameroon (Boeing 737-200) Magnicharters (Boeing 737-200), Cubana de Aviación (Boeing 737-200), Sudamericana (Boeing 737-300), Tajik Air (Boeing 737-300), Sinami (Boeing 737-200) y Easy Sky (Boeing 737-200).

### Accidente del Vuelo 972 de Cubana de Aviación y cierre
A consecuencia del accidente del Vuelo 972 de Cubana de Aviación en 2018, operado por Global Air, le fue retirado el permiso de operación y tuvo que dar de baja todas sus aeronaves.

## Destinos

### Destinos nacionales
La Aerolínea vuela a 9 destinos nacionales que se describen a continuación:[cita requerida]
- México México
  - Ciudad de México / Aeropuerto Internacional Felipe Ángeles
  - Ciudad Juárez / Aeropuerto Internacional Abraham González
  - Querétaro / Aeropuerto Internacional de Querétaro
  - Puerto Escondido / Aeropuerto Internacional de Puerto Escondido
  - Puerto Peñasco / Aeropuerto Internacional de Mar de Cortés
  - Tijuana / Aeropuerto Internacional de Tijuana
  - Cancún / Aeropuerto Internacional de Cancún
  - Toluca / Aeropuerto Internacional Lic. Adolfo López Mateos
  - Tulum / Aeropuerto Internacional de Tulum
  - Kaua / Aeropuerto Internacional de Kaua

### Destinos internacionales
[cita requerida]
- Brasil Brasil
  - Porto Alegre / Aeropuerto Internacional Salgado Filho

 Costa Rica Costa Rica
- - San José / Aeropuerto Internacional Juan Santamaría
- Cuba Cuba
  - La Habana / Aeropuerto Internacional José Martí

 Guatemala Guatemala
- - Ciudad de Guatemala / Aeropuerto Internacional La Aurora de la Ciudad de Guatemala
- Honduras Honduras
  - Tegucigalpa / Aeropuerto Internacional de Palmerola
  - Roatán / Aeropuerto Internacional Juan Manuel Gálvez
- Venezuela Venezuela
  - Valencia / Aeropuerto Internacional Arturo Michelena

## Flota
La flota de Global Air estuvo compuesta por 4 aeronaves Boeing 737.[cita requerida]

## Flota Histórica
- Boeing 737-300
- Grumman G-159 Gulfstream I

## Accidentes e incidentes
- El 4 de noviembre de 2010 una aeronave Boeing 737-2C3 con matrícula XA-UHY que operaba un vuelo chárter de Global Air procedente del Aeropuerto Internacional de la Ciudad de México con destino al Aeropuerto de Puerto Vallarta tuvo que aterrizar de emergencia en este último debido a una falla en el tren de aterrizaje de nariz, haciendo arrastrar la parte frontal del avión. Los 54 ocupantes resultaron ilesos.[4]

- El 18 de mayo de 2018 la aeronave Boeing 737-201 Adv. de Global Air con matrícula XA-UHZ que por contrato de arrendamiento con tripulación, operaba el Vuelo 972 de Cubana de Aviación cayó cerca de la calzada de Rancho Boyeros a 30 kilómetros del centro de La Habana al despegar del Aeropuerto Internacional de La Habana rumbo al Aeropuerto de Holguín. Viajaban en la nave 113 personas (6 tripulantes y 107 pasajeros), quedando solo 1 sobreviviente.[5][6][7][8] Como consecuencia, en 2019 le fueron retirados los permisos de operación.[2]

## Galería de fotos

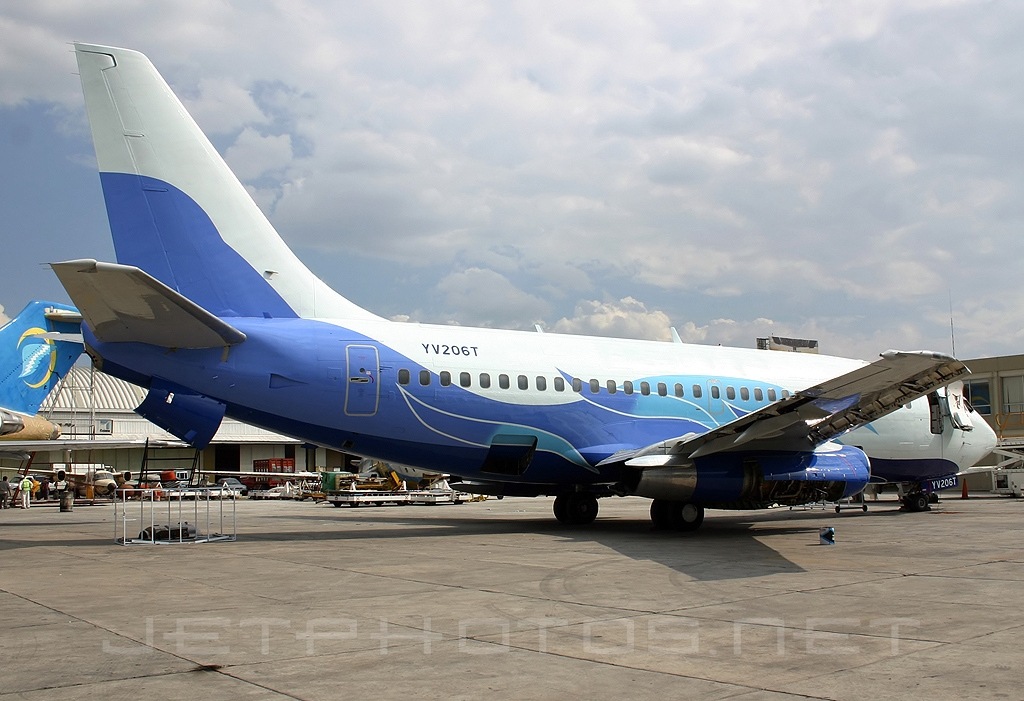
Boeing 737-205 (Adv) de Global Air (YV-206T) en el Aeropuerto Internacional de la Ciudad de México.
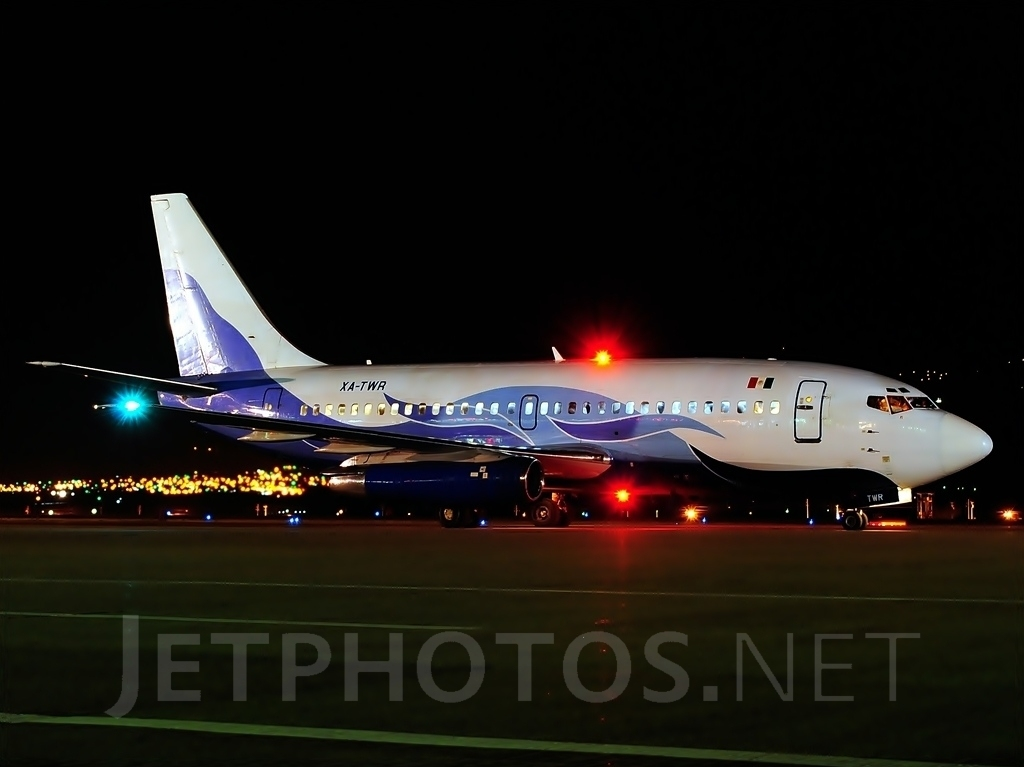
Boeing 737-2H4 (Adv) de Global Air (XA-TWR) en la Base aérea José Enrique Soto Cano.
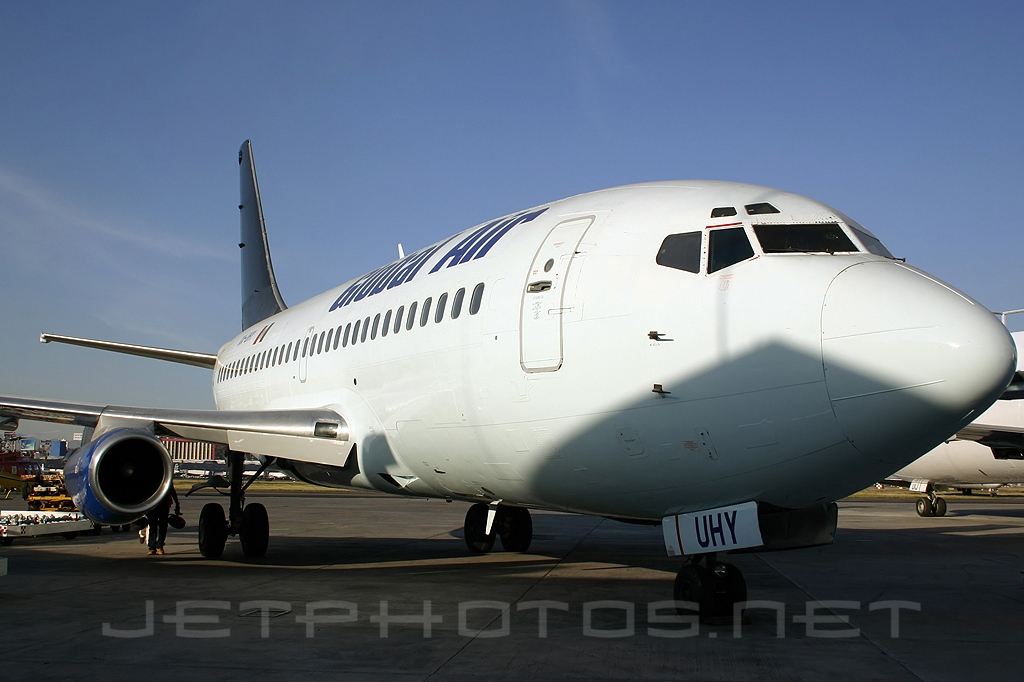
Boeing 737-2C3(Adv.) de Global Air (XA-UHY) en el Aeropuerto Internacional de la Ciudad de México.
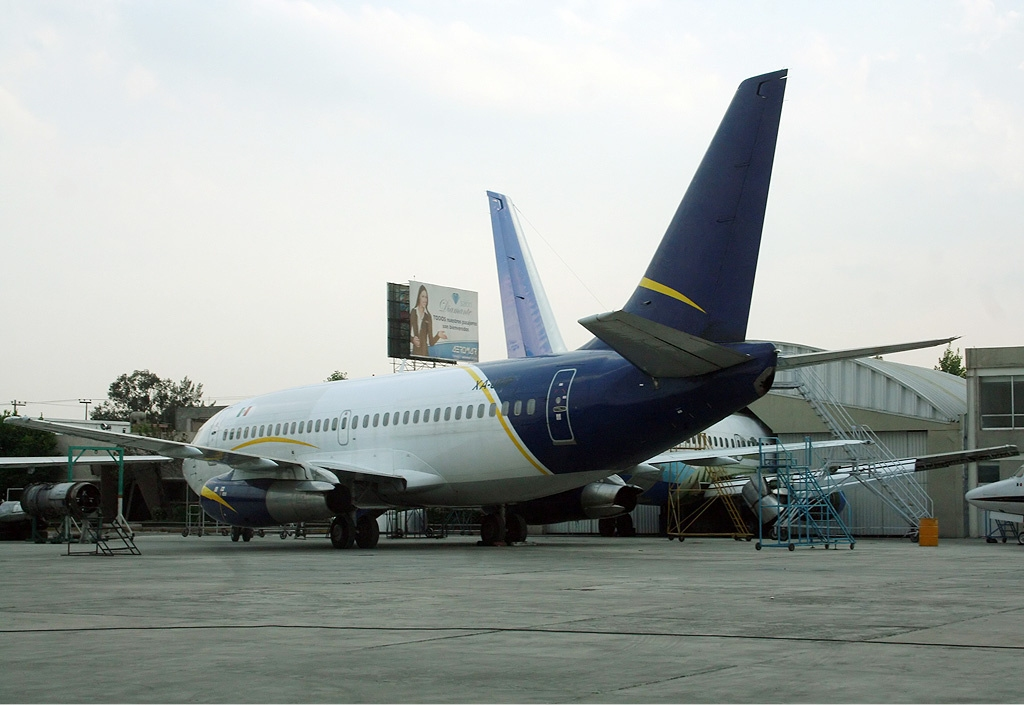
Boeing 737-2A3(Adv.) de Global Air (XA-UMP) en el Aeropuerto Internacional de la Ciudad de México.